# Corca Loigde
Corca Loigde (Corca Luighe, Corca Laoidhe), rasa plemena u Irskoj u kraljevstvu Mumhan (Munster), predmilesijanskog porijekla. 
Prema Knjizi iz Ballymote (Leabhar Bhaile an Mhóta; Book of Ballymote) oni su bili naseljeni u krajevime od Beann Finna zapadno do Tragumina i Lough Ine i od Beal Atha Buidhe do Tragh Claena. Beann Finn je identificiran kao Mounteen Hill blizu Ballinascarthya, na čijem se vrhu nalazi tumulus Suidhe Finn. Tragumina se moguće odnosi na mjesto današnjeg Ballyboya na rijeci Bandon. Tragh Claen je po svoj prilici 'Cleena's rock' blizu Galley Heada u grofoviji Cork.
Svaki Túath (pl. túatha; pleme) predvodio je taoiseach a niži od njega bile su nasljedne vođe. Oglaigh ili vođe nosili su imena među kojima su se još do danas očuvali (od poznatijih) Hennessy, Kennedy, Duggan, Cagney i drugi.
Corca Loigde su postupno južno od rijeke Bandon potisnuli Eoghanachta. Poznatijih njihov pripadnik bio je vladar Irske, Lughaidh Mac Con.